# 그래닛섬

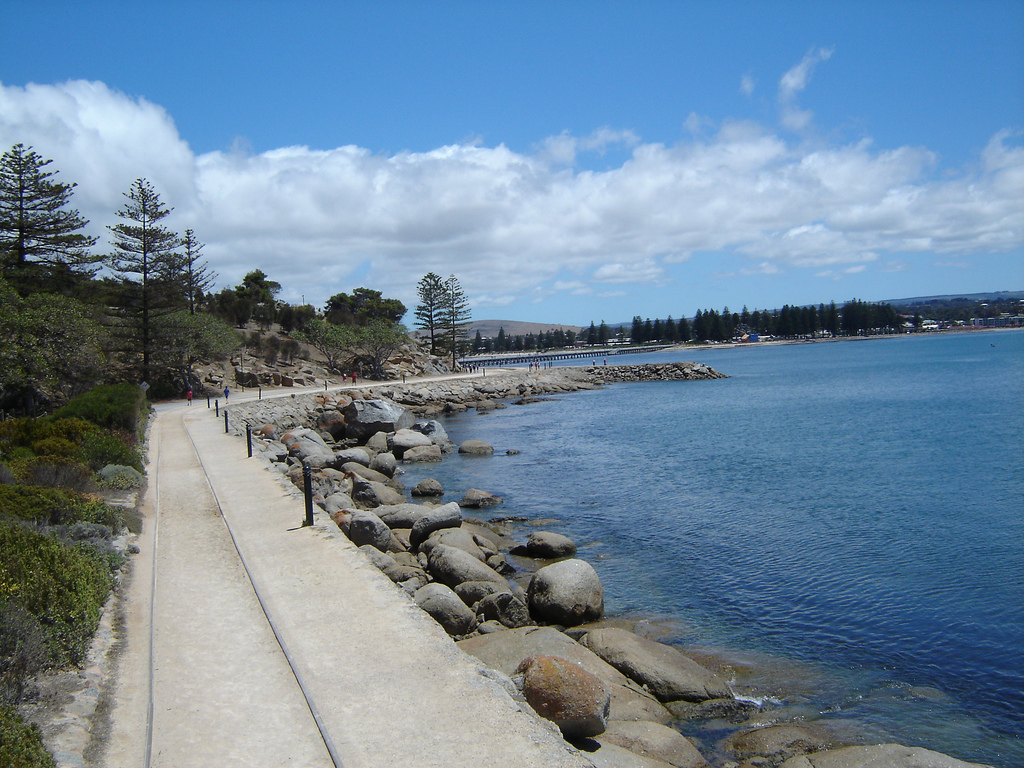
그래닛 섬

그래닛섬(Granite Island)은 오스트레일리아 사우스오스트레일리아주 빅터하버 옆에 위치한 작은 섬이다. 관광 용도로 사용되는 섬으로, 리틀 펭귄을 볼 수 있다.